# Pic de la Pala Alta de Sarradé
La Pala Alta de Sarradé és una muntanya que es troba en el terme municipal de la Vall de Boí, a la comarca de l'Alta Ribagorça, i dins del Parc Nacional d'Aigüestortes i Estany de Sant Maurici.

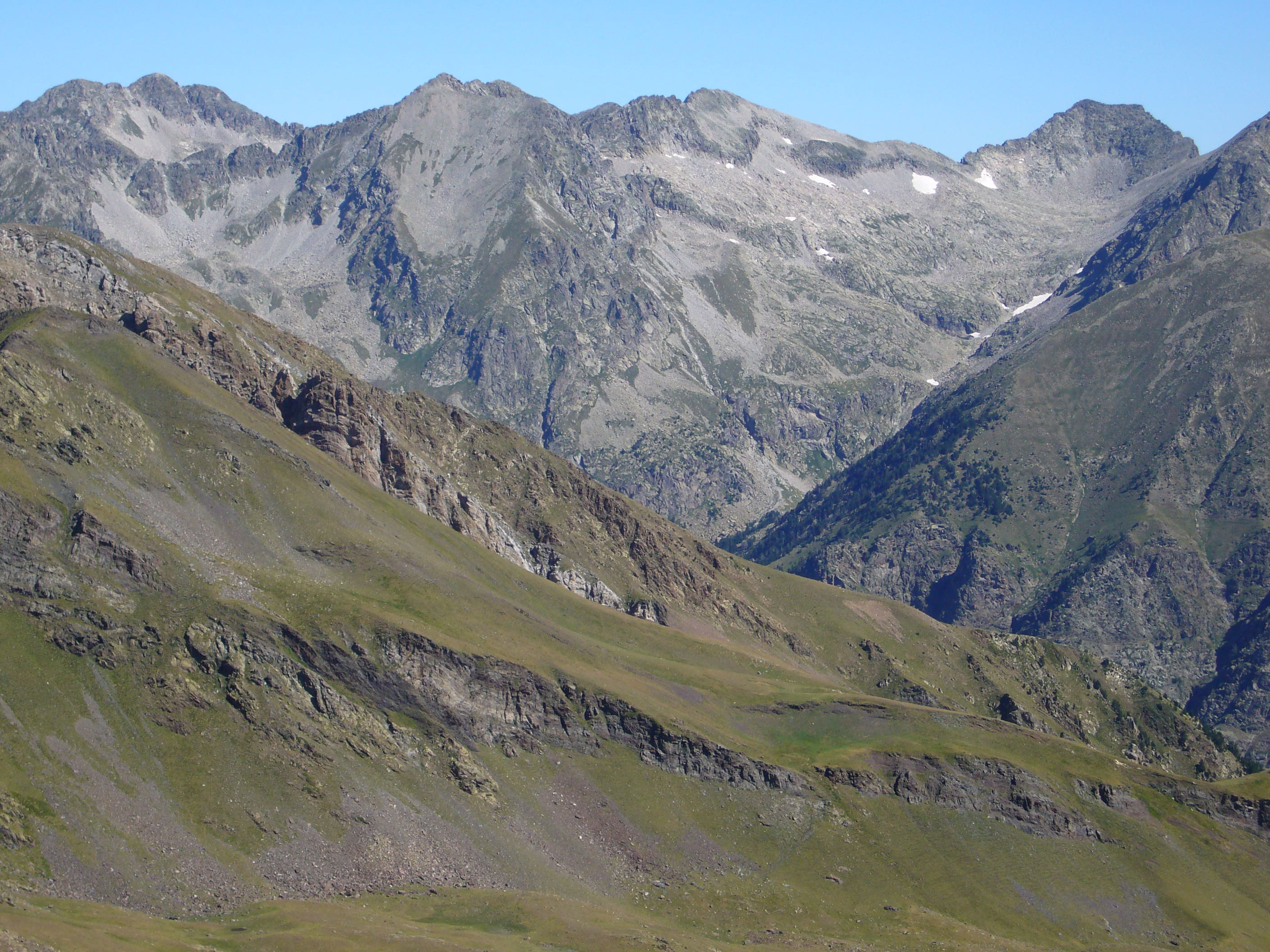
La Vall de Sarradé des del Tuc de Carants (Imatge amb anotacions)

El pic, de 2.983,4 metres, s'alça a la carena que separa la Vall de Comalesbienes (N) i la Vall de Sarradé (S); amb les Crestes Barrades al nord-est i el Pic de la Pala Gespadera a l'oest.
El nom prové del basc "Sarra-toi" (zarra significa "escòria", i també "arrancada per arrossegament de còdols", o "arena grossa de riu", i -toi, sufix que indica abundància).
Aquest cim està inclòs al llistat dels 100 cims de la FEEC.

## Rutes[4]
Les dues més habituals són:
- Per la Vall de Comalesbienes, anant a buscar, des de la unió dels Estanys de Comalesbienes, el coll de les Crestes Barrades i el cim.
- Per la Vall de Sarradé, agafant alçada a l'oest de l'Estany de Sarradé i ascendint després direcció nord cap al cim.